# 斯特凡·卡爾·斯蒂芬森
斯特凡·卡爾·斯蒂芬森（冰島語發音：[ˈstɛːvaun kʰartl̥ ˈstɛːvaunsɔn]，1975年7月10日—2018年8月21日），冰島電影及舞台劇演員。他最知名于在電視連續劇《懶人小鎮》中扮演的角色羅比羅滕。
他被诊断出患有晚期膽管癌，于2018年8月21日去世，享年43歲。

## 外部連結
- 斯特凡·卡爾·斯蒂芬森在互联网电影资料库（IMDb）上的資料（英文）